# آسومی ناکادا
آسومی ناکادا (انگلیسی: Asumi Nakada; ۵ آوریل ۱۹۸۸ – ) Model، خوانندگی، صداپیشه اهل ژاپن بود. وی از سال ۱۹۹۱ میلادی تاکنون مشغول فعالیت بوده‌است.